# داني لوبيز (ممثل)
داني لوبيز (بالإنجليزية: Danny Lopes)‏ هو عارض وممثل أمريكي، ولد في 6 أغسطس 1982 في الولايات المتحدة.

## أعمال

### أفلام
- (2002) رعب

## وصلات خارجية
- داني لوبيز على موقع IMDb (الإنجليزية)
- داني لوبيز على موقع قاعدة بيانات الفيلم (الإنجليزية)